# 阿尔拜辛
阿尔拜辛（Albayzín）是西班牙安达卢西亚城市格拉纳达的一个区，保留了狭窄而蜿蜒的中世纪摩尔街道。1984年与著名的阿尔罕布拉宫一同列为世界遗产。
阿尔拜辛位于面对阿尔罕布拉宫的小山上，不少旅客到阿尔拜辛，主要是从圣尼古拉教堂的角度，来观赏阿尔罕布拉宫。
阿尔拜辛区的亮点包括阿拉伯浴室、格拉纳达考古博物馆，和修建在摩尔人清真寺遗址上的救主教堂（San Salvador）。阿尔拜辛还包含一些原来摩尔人的房子，各种餐馆，其中几条街道经营北非小吃店。

## 图片

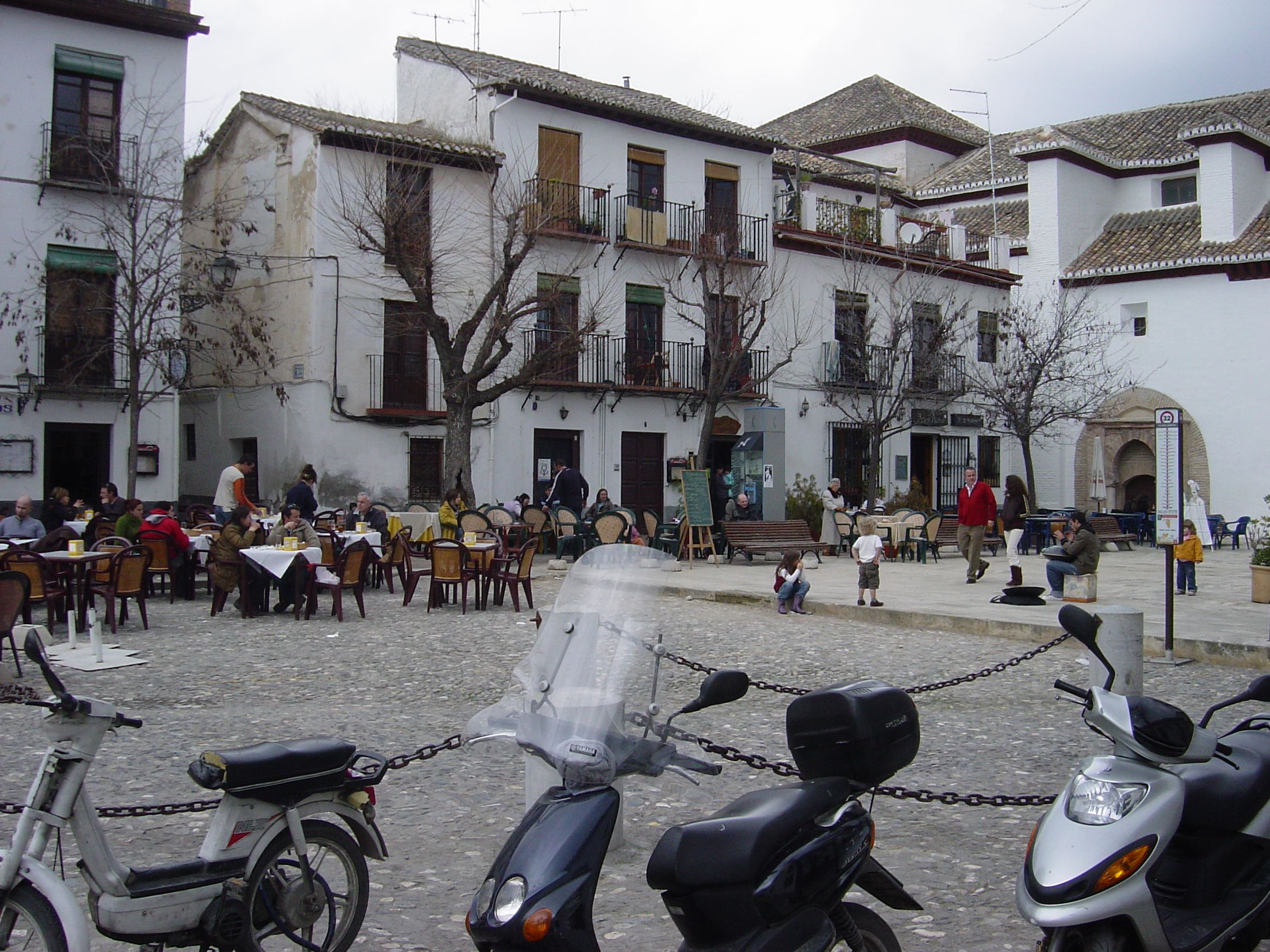
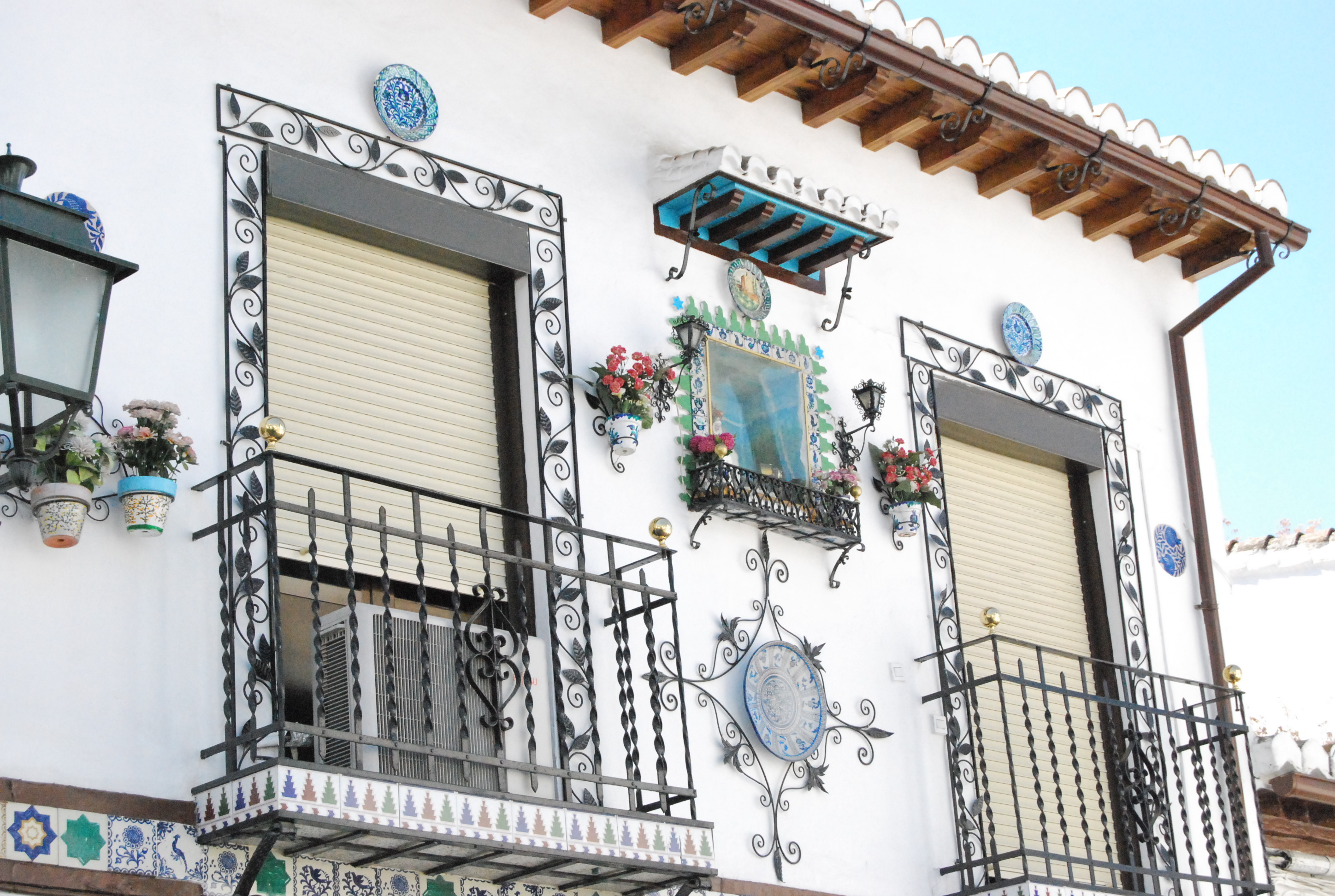
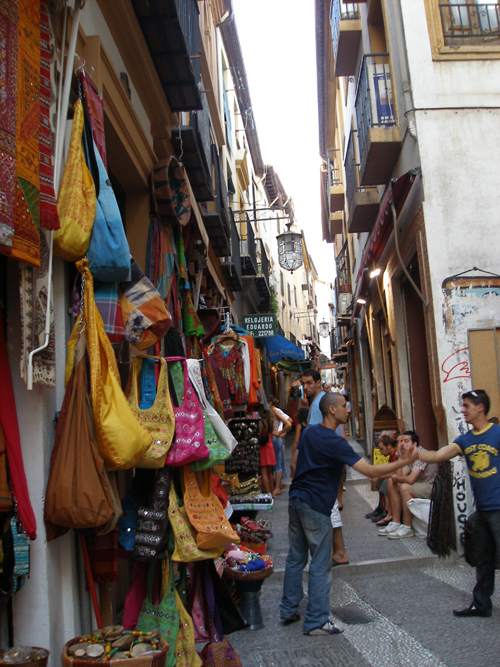
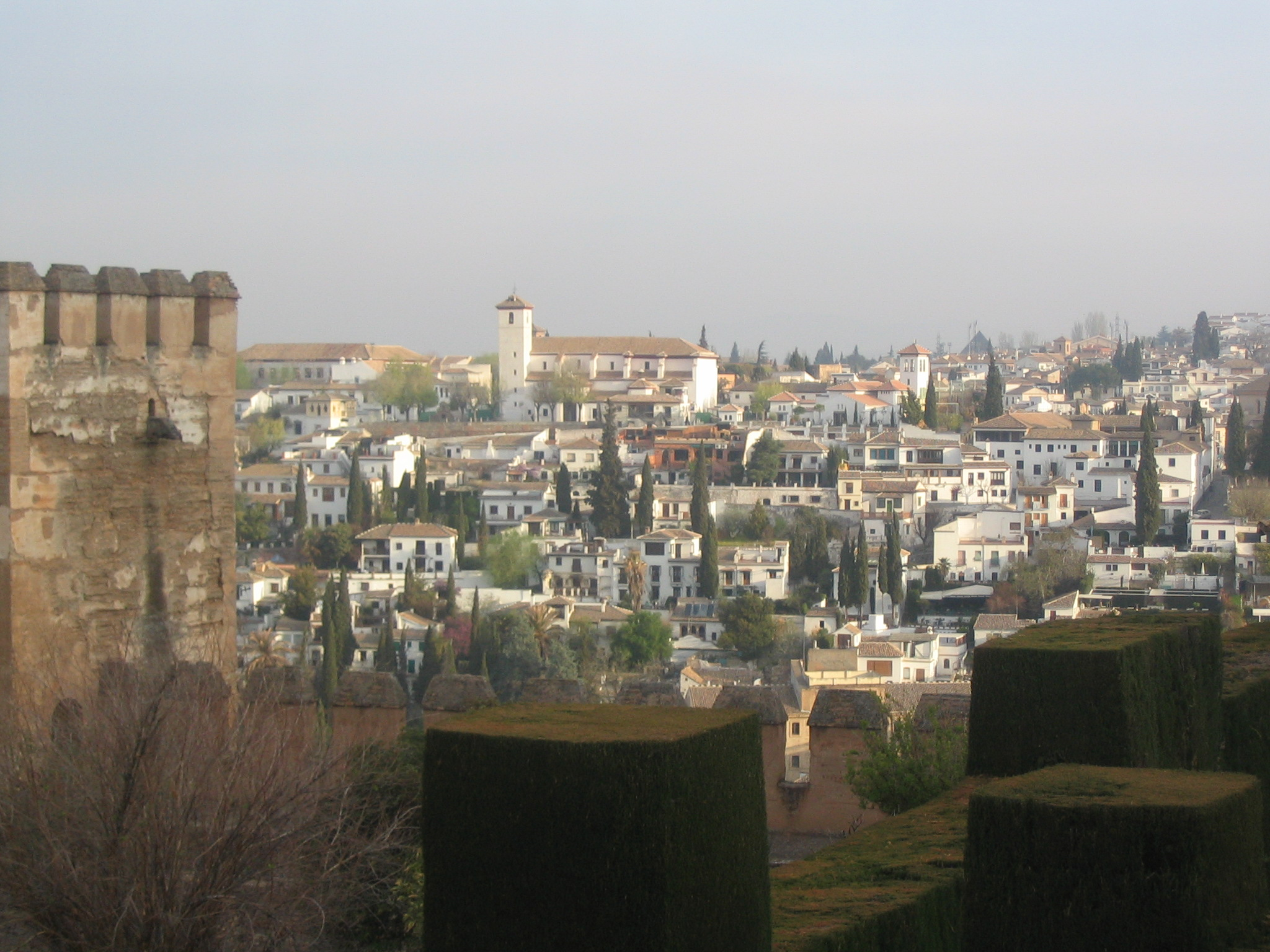